# Гилея (издательство)
«Гиле́я» — московское некоммерческое книгоиздательство, основанное в 1989 году Сергеем Кудрявцевым. Названо по имени группы поэтов-футуристов «Гилея», существовавшей в 1910-е годы.

## Деятельность
Ориентировалось на пропаганду авангардистских течений в литературе и искусстве. Многие значимые книги этого направления выпущены в России впервые именно «Гилеей». Среди наиболее известных изданий можно назвать двухтомное «Полное собрание произведений» поэта-обэриута А. И. Введенского (1993), пятитомное «Собрание сочинений» К. С. Малевича (1995—2005), двухтомные «Избранные труды по теории искусства» В. В. Кандинского (два издания: 2001, 2008), семитомное «Собрание сочинений» поэта Г. Н. Айги (2009), девять книг поэта, писателя и художника И. М. Зданевича (1994, 1995, 2005, 2008, две — 2014, 2021, 2022, 2023), пять книг яркого представителя литературного поставангарда 1970-х и 1980-х годов Владимира Казакова (1993, 1995, 2003, 2012, 2014), первое русское издание берлинского «Альманаха дада» (2000), семь сборников стихов Б. Ю. Поплавского (1997, 1999, 2009, 2013, 2023, два — 2024), семь книг поэта и художника Александра Бренера (1996, 1998, 1999 — совм. с Б. Шурц, 2011, 2011 — совм. с Б. Шурц, 2016, 2017 — совм. с С. Кудрявцевым), монографии «Дада — искусство и антиискусство» художника и кинорежиссёра Ханса Рихтера (2014, 2018), «’Патафизика: Бесполезный путеводитель» композитора-патафизика Эндрю Хьюгилла (2017) и «Следы помады: Тайная история XX века» музыкального критика Грейла Маркуса (2019).
Среди авторов также — Н. И. Харджиев, А. Е. Кручёных, Егор Радов, Дм. Пименов, Д. И. Хармс, И. Г. Терентьев, Г. С. Гор, Р. О. Якобсон, В. Сернер, П. Шеербарт, Т. В. Чурилин, И. В. Бахтерев, Й. Баадер, Х. Балль, А. Краван, Б. Пере, Ги Дебор, И. Изу, Сандро Мокша, Ф. Пикабиа, В. В. Каменский, Д. Д. Бурлюк, Ю. Н. Марр, Р. Кревель, Р. Хаусман, югославский зенитист Л. Мицич, анархисты братья Гордины, итальянские футуристы, участники мирового сюрреалистического движения, поэты-трансфуристы и др. Некоторые книжные проекты готовятся самим С. Кудрявцевым (составление, подготовка текста, предисловие, комментарии).
В 2002 году издательство расширило диапазон интересов, начав издавать серию «антибуржуазной мысли» «Час Ч» (в редколлегию первых нескольких изданий входили писатель А. В. Цветков и левый политолог А. Н. Тарасов). В серии, постепенно все более тяготеющей к анархизму, было издано 15 книг, среди которых: Субкоманданте Маркос (2002), Хаким-Бей (2002), Эбби Хоффман (2003), Боб Блэк (2004), Ульрика Майнхоф (2004), Рауль Ванейгем (2005), Джон Зерзан (2007), Джерри Рубин (2008), «Up Against the Wall Motherfuckers» (англ.) (2008), Curious George Brigade (англ.) (2010), Ситуационистский Интернационал (2012) и др.
В 2012 году по инициативе живущего в Париже художника Н. Дронникова «Гилея» выпустила несколько малотиражных книг в его оформлении и на базе домашней типографии художника. В том же году появилась новая книжная серия «Real Hylaea» и открылся официальный сайт издательства.
В 2014—2016 годах выпускалась серия книг «Планы на Будущее», в которой вышли сочинения Дж. Агамбена (две книги), французской философской группы «Тиккун» (англ.), Рауля Ванейгема (две книги), Боба Блэка и Невидимого комитета.
В 2021 году издательство начало выпуск новой книжной серии In girum imus nocte et consumimur igni (название фильма Ги Дебора 1978 г.), объединяющей авангардную литературу и политическую философию.
В 1992 году в Москве на улице Знаменка С. Кудрявцевым также был открыт одноимённый магазин интеллектуальной книги, позднее трижды менявший своё местоположение. В апреле 2011 года произошла смена его владельца, и к издательству «Гилея» он уже не имел никакого отношения. В апреле 2012 года магазин прекратил своё существование.